# Final del Campeonato Ecuatoriano de Fútbol 2017
Las Finales 2017 o Tercera Etapa del Campeonato Ecuatoriano de Fútbol 2017 definieron al campeón y subcampeón del torneo, además del cuarto representante ecuatoriano a la Copa Sudamericana 2018. El ganador de la Primera etapa se enfrentó al ganador de la Segunda etapa del campeonato en partidos de ida y vuelta. Los partidos se los disputaron el 13 de diciembre la ida y el 17 de diciembre la vuelta y participaron Delfín Sporting Club como ganador de la Primera etapa y el Club Sport Emelec como ganador de la Segunda etapa.
La final la disputaron los dos equipos más regulares de toda la temporada, durante las dos etapas, cetáceos y eléctricos siempre estuvieron peleando los primeros lugares, cada etapa tuvo un protagonista diferente la primera fue para el cetáceo y la segunda para los millonarios, en cada una el equipo que llegaba con la ventaja de depender de sí mismo la ganó. La regularidad de estos equipos también se demostró en la tabla acumulada, los mantences terminaron por encima del bombillo por un punto de diferencia, lo que le permitió a Delfín Sporting Club terminar de local en el partido de vuelta.
Emelec logró coronarse por décima cuarta vez en su historia tras ganar la ida en Guayaquil por 4 - 2 y ganar el partido de vuelta en Manta con un marcador de 0 - 2.

## Final

### Antecedentes
Fue la primera ocasión en la que Delfín y Emelec se enfrentaron en una final de campeonato ecuatoriano. Por parte de Emelec esta es la octava final que disputa por campeonatos ecuatorianos y la quinta de manera consecutiva, de las cuales ganó tres (1988, 2014 y la más reciente disputada en 2015 ante Liga de Quito).

### Clubes clasificados
| Delfín Sporting Club |  |  |  | Ganador de la Primera etapa |
| Club Sport Emelec    |  |  |  | Ganador de la Segunda etapa |

### Camino a la final

#### Delfín
La campaña de Delfín durante la Primera etapa fue una de las mejores en su historia fue el equipo con la defensa menos batida vio su valla caer en 14 oportunidades, fue el segundo equipo más goleador con 35 goles, además solo perdió un partido contra Guayaquil City (en ese momento llamado River Ecuador) el 7 de julio por el partido de la Fecha 22; en la segunda etapa fue el equipo con menos derrotas (2) y el que más empates consiguió (10), en el acumulado de la temporada fue el equipo que menos goles recibió y más partidos empató. El goleador del equipo de todo el año en cada etapa es Carlos Garcés con 19 goles que también es segundo en la tabla de goleo del torneo, marcó 9 goles en la primera y 10 en la segunda; está invicto como local durante toda la temporada, su mejor racha de partidos invictos es de 21 fechas hasta que Guayaquil City lo derrotó 1 : 0 en Guayaquil.
| Etapa     | Posición | PTS | PJ | PG | PE | PP | GF | GC | DG  |
| --------- | -------- | --- | -- | -- | -- | -- | -- | -- | --- |
| Primera   | 1.°      | 47  | 22 | 13 | 8  | 1  | 35 | 14 | +21 |
| Segunda   | 4.°      | 37  | 22 | 9  | 10 | 3  | 30 | 20 | +10 |
| Acumulada | 1.°      | 84  | 44 | 22 | 18 | 4  | 65 | 34 | +31 |

#### Emelec
Los números de Emelec en la Primera etapa fueron discretos, fue el que más veces empató (11) se ubicó 3.° pero por una deuda de Barcelona SC subió al 2.° lugar, sin embargo durante la etapa no fue protagonista pese a terminar detrás de los cetáceos; en la segunda etapa volvió a ser el equipo estelarista con mayor efectividad en el juego fue el equipo más partidos ganó (13), también fue el arco con menos goles recibidos 17 goles se encajaron en el arco eléctrico, en la tabla acumulada terminó segundo detrás de los mantences confirmándose como el equipo más goleador del año con 68 goles. Durante la temporada solo perdió 6 partidos 2 en la primera y 4 en la segunda, y las 6 derrotas fueron en condición de visitante y una ante Delfín. El goleador del equipo es Ayrton Preciado con 12 goles, marcó 5 goles en la primera y 7 en la segunda, además de Bruno Vides que también tiene 12 goles, marcó 7 goles en la primera y 5 en la segunda; está invicto como local durante toda la temporada, su mejor racha de partidos invictos es de 19 fechas hasta que Macará lo derrotó 4 : 3 en Ambato el 21 de junio.
| Etapa     | Posición | PTS | PJ | PG | PE | PP | GF | GC | DG  |
| --------- | -------- | --- | -- | -- | -- | -- | -- | -- | --- |
| Primera   | 2.°      | 38  | 22 | 9  | 11 | 2  | 32 | 21 | +11 |
| Segunda   | 1.°      | 45  | 22 | 14 | 3  | 5  | 39 | 20 | +19 |
| Acumulada | 2.°      | 83  | 44 | 23 | 14 | 7  | 71 | 41 | +30 |

### Partidos en la temporada
| Fecha          | Etapa   | Ciudad     | Resultado           | Ref.  |
| -------------- | ------- | ---------- | ------------------- | ----- |
| 23 de abril    | Primera | Portoviejo | Delfín 3 : 3 Emelec | [ 3 ] |
| 30 de abril    | Primera | Guayaquil  | Emelec 1 : 1 Delfín | [ 4 ] |
| 20 de agosto   | Segunda | Manta      | Delfín 2 : 1 Emelec | [ 5 ] |
| 3 de noviembre | Segunda | Guayaquil  | Emelec 0 : 0 Delfín | [ 6 ] |

### Estadios
| Manta                                                       | Guayaquil                  |
| ----------------------------------------------------------- | -------------------------- |
| Estadio Jocay                                               | Estadio Banco del Pacífico |
| Capacidad: 18 125                                           | Capacidad: 39 059          |
| Archivo:EMELEC GANA SU ESTRELLA NÚMERO 14 (24258106257).jpg |                            |

### Final
|                  | vs.                |
| Delfín S. C. 2 0 | C. S. Emelec 6 4 2 |

| 13 de diciembre de 2017, 20:00 | C. S. Emelec                                       | 4:2 (2:0)                                     | Delfín S. C.   | Estadio Banco del Pacífico, Guayaquil                      |                                                            |
|                                | Guagua 9' · Gaibor 41' · Preciado 70' · Angulo 78' | FEF Reporte Ecuagol Reporte Soccerway Reporte | Luna 69' 90+3' | Asistencia: 34 819 espectadores Árbitro(s): Roddy Zambrano | Asistencia: 34 819 espectadores Árbitro(s): Roddy Zambrano |

| 17 de diciembre de 2017, 12:00 | Delfín S. C. | 0:2 (0:1)                                     | C. S. Emelec              | Estadio Jocay, Manta                                   |                                                        |
|                                |              | FEF Reporte Ecuagol Reporte Soccerway Reporte | Preciado 45' · Angulo 64' | Asistencia: 11 800 espectadores Árbitro(s): Omar Ponce | Asistencia: 11 800 espectadores Árbitro(s): Omar Ponce |

- Emelec ganó 6 - 2 en el marcador global.

#### Ida
| 12         | Guardameta     | Esteban Dreer       |       |
| 2          | Defensa        | Jorge Guagua        |       |
| 16         | Defensa        | Óscar Bagüí         | 90+3' |
| 3          | Defensa        | Christian Ramos     |       |
| 44         | Defensa        | Juan Carlos Paredes |       |
| 10         | Centrocampista | Fernando Gaibor     |       |
| 30         | Centrocampista | Osbaldo Lastra      |       |
| 34         | Centrocampista | Fernando Luna       | 81'   |
| 40         | Centrocampista | Robert Burbano      |       |
| 18         | Centrocampista | Ayrton Preciado     |       |
| 19         | Delantero      | Bryan Angulo        | 87'   |
| Entrenador | Entrenador     | Alfredo Arias       |       |

| 12         | Guardameta     | Pedro Ortiz           |     |
| 24         | Defensa        | Geovanny Nazareno     |     |
| 15         | Defensa        | Francisco Silva       |     |
| 4          | Defensa        | Jhon Chancellor       |     |
| 16         | Defensa        | Márcos Cangá          |     |
| 3          | Centrocampista | Luis Luna             |     |
| 5          | Centrocampista | Matías Duffard        | 46' |
| 10         | Centrocampista | Jordan Sierra         |     |
| 9          | Centrocampista | Jacob Murillo         | 86' |
| 17         | Delantero      | Roberto Ordóñez       |     |
| 11         | Delantero      | Carlos Garcés         | 83' |
| Entrenador | Entrenador     | Guillermo Sanguinetti |     |

| 16 | Centrocampista | Pedro Quiñónez | 81'   |
| 32 | Delantero      | Bruno Vides    | 87'   |
| 26 | Defensa        | Marlon Mejía   | 90+3' |

| 13 | Centrocampista | Henry Patta  | 46' |
| 29 | Delantero      | Joao Paredes | 83' |
| 88 | Delantero      | Bryan Oña    | 86' |

| Anotado | 9'  | Jorge Guagua    | 1 - 0 |
| Anotado | 41' | Fernando Gaibor | 2 - 0 |
| Anotado | 70' | Ayrton Preciado | 3 - 1 |
| Anotado | 78' | Bryan Angulo    | 4 - 1 |

| Anotado | 69'   | Luis Luna | 2 - 1 |
| Anotado | 90+3' | Luis Luna | 4 - 2 |

| Amonestado | 20'   | Jorge Guagua   |
| Amonestado | 76'   | Fernando Luna  |
| Amonestado | 90+2' | Osbaldo Lastra |

| Amonestado | 8'  | Matías Duffard  |
| Amonestado | 54' | Luis Luna       |
| Amonestado | 82' | Jhon Chancellor |

| Árbitro             | Roddy Zambrano    |
| Árbitros asistentes | Christian Lescano |
| Árbitros asistentes | Luis Vera         |
| Cuarto Árbitro      | Diego Lara        |

| 12         | Guardameta     | Esteban Dreer       |       |
| 2          | Defensa        | Jorge Guagua        |       |
| 16         | Defensa        | Óscar Bagüí         | 90+3' |
| 3          | Defensa        | Christian Ramos     |       |
| 44         | Defensa        | Juan Carlos Paredes |       |
| 10         | Centrocampista | Fernando Gaibor     |       |
| 30         | Centrocampista | Osbaldo Lastra      |       |
| 34         | Centrocampista | Fernando Luna       | 81'   |
| 40         | Centrocampista | Robert Burbano      |       |
| 18         | Centrocampista | Ayrton Preciado     |       |
| 19         | Delantero      | Bryan Angulo        | 87'   |
| Entrenador | Entrenador     | Alfredo Arias       |       |

| 12         | Guardameta     | Pedro Ortiz           |     |
| 24         | Defensa        | Geovanny Nazareno     |     |
| 15         | Defensa        | Francisco Silva       |     |
| 4          | Defensa        | Jhon Chancellor       |     |
| 16         | Defensa        | Márcos Cangá          |     |
| 3          | Centrocampista | Luis Luna             |     |
| 5          | Centrocampista | Matías Duffard        | 46' |
| 10         | Centrocampista | Jordan Sierra         |     |
| 9          | Centrocampista | Jacob Murillo         | 86' |
| 17         | Delantero      | Roberto Ordóñez       |     |
| 11         | Delantero      | Carlos Garcés         | 83' |
| Entrenador | Entrenador     | Guillermo Sanguinetti |     |

| 16 | Centrocampista | Pedro Quiñónez | 81'   |
| 32 | Delantero      | Bruno Vides    | 87'   |
| 26 | Defensa        | Marlon Mejía   | 90+3' |

| 13 | Centrocampista | Henry Patta  | 46' |
| 29 | Delantero      | Joao Paredes | 83' |
| 88 | Delantero      | Bryan Oña    | 86' |

| Anotado | 9'  | Jorge Guagua    | 1 - 0 |
| Anotado | 41' | Fernando Gaibor | 2 - 0 |
| Anotado | 70' | Ayrton Preciado | 3 - 1 |
| Anotado | 78' | Bryan Angulo    | 4 - 1 |

| Anotado | 69'   | Luis Luna | 2 - 1 |
| Anotado | 90+3' | Luis Luna | 4 - 2 |

| Amonestado | 20'   | Jorge Guagua   |
| Amonestado | 76'   | Fernando Luna  |
| Amonestado | 90+2' | Osbaldo Lastra |

| Amonestado | 8'  | Matías Duffard  |
| Amonestado | 54' | Luis Luna       |
| Amonestado | 82' | Jhon Chancellor |

| Árbitro             | Roddy Zambrano    |
| Árbitros asistentes | Christian Lescano |
| Árbitros asistentes | Luis Vera         |
| Cuarto Árbitro      | Diego Lara        |

#### Vuelta
| 12         | Guardameta     | Pedro Ortiz           |     |
| 24         | Defensa        | Geovanny Nazareno     |     |
| 3          | Defensa        | Luis Luna             |     |
| 4          | Defensa        | Jhon Chancellor       |     |
| 16         | Defensa        | Márcos Cangá          |     |
| 13         | Centrocampista | Henry Patta           | 82' |
| 5          | Centrocampista | Matías Duffard        |     |
| 10         | Centrocampista | Jordan Sierra         |     |
| 9          | Centrocampista | Jacob Murillo         | 46' |
| 17         | Delantero      | Roberto Ordóñez       |     |
| 29         | Delantero      | Joao Paredes          | 59' |
| Entrenador | Entrenador     | Guillermo Sanguinetti |     |

| 12         | Guardameta     | Esteban Dreer       |     |
| 2          | Defensa        | Jorge Guagua        |     |
| 16         | Defensa        | Óscar Bagüí         |     |
| 3          | Defensa        | Christian Ramos     |     |
| 44         | Defensa        | Juan Carlos Paredes |     |
| 10         | Centrocampista | Fernando Gaibor     |     |
| 30         | Centrocampista | Osbaldo Lastra      |     |
| 34         | Centrocampista | Fernando Luna       | 63' |
| 40         | Centrocampista | Robert Burbano      | 80' |
| 18         | Centrocampista | Ayrton Preciado     |     |
| 19         | Delantero      | Bryan Angulo        | 84' |
| Entrenador | Entrenador     | Alfredo Arias       |     |

| 8  | Centrocampista | Luis Chicaiza  | 46' |
| 88 | Delantero      | Bryan Oña      | 59' |
| 19 | Centrocampista | Cristian Malán | 82' |

| 14 | Centrocampista | Hólger Matamoros | 63' |
| 32 | Delantero      | Bruno Vides      | 80' |
| 15 | Centrocampista | Pedro Quiñónez   | 84' |

| Anotado | 45' | Ayrton Preciado | 0 - 1 |
| Anotado | 64' | Bryan Angulo    | 0 - 2 |

| Amonestado | 35'   | Luis Luna       |
| Amonestado | 38'   | Matías Duffard  |
| Amonestado | 68'   | Roberto Ordóñez |
| Amonestado | 90+2' | Jhon Chancellor |

| Amonestado | 50' | Esteban Dreer       |
| Amonestado | 68' | Jorge Guagua        |
| Amonestado | 69' | Juan Carlos Paredes |

| Árbitro             | Omar Ponce         |
| Árbitros asistentes | Byron Romero       |
| Árbitros asistentes | Juan Carlos Macías |
| Cuarto Árbitro      | Daniel Salazar     |

| 12         | Guardameta     | Pedro Ortiz           |     |
| 24         | Defensa        | Geovanny Nazareno     |     |
| 3          | Defensa        | Luis Luna             |     |
| 4          | Defensa        | Jhon Chancellor       |     |
| 16         | Defensa        | Márcos Cangá          |     |
| 13         | Centrocampista | Henry Patta           | 82' |
| 5          | Centrocampista | Matías Duffard        |     |
| 10         | Centrocampista | Jordan Sierra         |     |
| 9          | Centrocampista | Jacob Murillo         | 46' |
| 17         | Delantero      | Roberto Ordóñez       |     |
| 29         | Delantero      | Joao Paredes          | 59' |
| Entrenador | Entrenador     | Guillermo Sanguinetti |     |

| 12         | Guardameta     | Esteban Dreer       |     |
| 2          | Defensa        | Jorge Guagua        |     |
| 16         | Defensa        | Óscar Bagüí         |     |
| 3          | Defensa        | Christian Ramos     |     |
| 44         | Defensa        | Juan Carlos Paredes |     |
| 10         | Centrocampista | Fernando Gaibor     |     |
| 30         | Centrocampista | Osbaldo Lastra      |     |
| 34         | Centrocampista | Fernando Luna       | 63' |
| 40         | Centrocampista | Robert Burbano      | 80' |
| 18         | Centrocampista | Ayrton Preciado     |     |
| 19         | Delantero      | Bryan Angulo        | 84' |
| Entrenador | Entrenador     | Alfredo Arias       |     |

| 8  | Centrocampista | Luis Chicaiza  | 46' |
| 88 | Delantero      | Bryan Oña      | 59' |
| 19 | Centrocampista | Cristian Malán | 82' |

| 14 | Centrocampista | Hólger Matamoros | 63' |
| 32 | Delantero      | Bruno Vides      | 80' |
| 15 | Centrocampista | Pedro Quiñónez   | 84' |

| Anotado | 45' | Ayrton Preciado | 0 - 1 |
| Anotado | 64' | Bryan Angulo    | 0 - 2 |

| Amonestado | 35'   | Luis Luna       |
| Amonestado | 38'   | Matías Duffard  |
| Amonestado | 68'   | Roberto Ordóñez |
| Amonestado | 90+2' | Jhon Chancellor |

| Amonestado | 50' | Esteban Dreer       |
| Amonestado | 68' | Jorge Guagua        |
| Amonestado | 69' | Juan Carlos Paredes |

| Árbitro             | Omar Ponce         |
| Árbitros asistentes | Byron Romero       |
| Árbitros asistentes | Juan Carlos Macías |
| Cuarto Árbitro      | Daniel Salazar     |

|                                       |
|                                       |
| Club Sport Emelec Campeón 14.° título |

## Clasificación a la Copa Sudamericana 2018

### Antecedentes
Será la primera ocasión en la que Liga y Técnico Universitario se enfrentarán en un play-off definitorio de campeonato ecuatoriano. Por parte de Liga de Quito este es el séptimo partido play-off que disputa por campeonatos ecuatorianos y el segundo de manera consecutiva, de los cuales ganó cinco (1974, 1998, 1999, 2005-A y 2010) que fueron finales de Campeonato Ecuatoriano. Por parte de Técnico Universitario solo tiene un play-off disputado por torneos nacionales que fue el desempate por el título de la temporada 1980 donde cayó derrotado ante Barcelona SC en el tercer partido.

### Clubes clasificados
| Liga Deportiva Universitaria |  |  |  | 8.° lugar de la Tabla acumulada |
| Técnico Universitario        |  |  |  | Campeón de la Serie B 2017      |

### Estadios
| Quito               | Ambato             |
| ------------------- | ------------------ |
| Estadio Casa Blanca | Estadio Bellavista |
| Capacidad: 41 575   | Capacidad: 16 467  |
|                     |                    |

### Partido
|                     | vs.                         |
| Liga de Quito 5 2 3 | Técnico Universitario 4 1 3 |

| 13 de diciembre de 2017, 20:00 | Técnico Universitario | 1:2 (1:0)         | Liga de Quito                | Estadio Bellavista, Ambato                              |                                                         |
|                                | Armas 35' (pen.)      | Soccerway Reporte | Barcos 90' · Salaberry 90+3' | Asistencia: 13 800 espectadores Árbitro(s): Carlos Orbe | Asistencia: 13 800 espectadores Árbitro(s): Carlos Orbe |

| 17 de diciembre de 2017, 11:30 | Liga de Quito                 | 3:3 (2:0)         | Técnico Universitario | Estadio Casa Blanca, Quito |                         |
|                                | Cevallos 14' 52' · Barcos 18' | Soccerway Reporte | Renato 61' 70' 76'    | Árbitro(s): Luis Quiroz    | Árbitro(s): Luis Quiroz |

- Liga Deportiva Universitaria ganó 5 - 4 en el marcador global.[8]

#### Ida
| 25         | Guardameta     | Walter Chávez      |     |
| 15         | Defensa        | Eder Moscoso       |     |
| 2          | Defensa        | Christian Castro   |     |
| 5          | Defensa        | Jacinto Hernández  |     |
| 31         | Defensa        | Willianson Córdoba |     |
| 3          | Centrocampista | Charles Vélez      |     |
| 16         | Centrocampista | Fernando Mora      |     |
| 8          | Centrocampista | Diego Armas        |     |
| 10         | Centrocampista | Enson Rodríguez    | 86' |
| 7          | Delantero      | Iván Zambrano      |     |
| 9          | Delantero      | Fábio Renato       | 62' |
| Entrenador | Entrenador     | Patricio Hurtado   |     |

| 25         | Guardameta     | Daniel Viteri     |     |
| 2          | Defensa        | Norberto Araujo   |     |
| 22         | Defensa        | Lucas De Lima     | 38' |
| 7          | Defensa        | Aníbal Chalá      |     |
| 6          | Defensa        | Edison Vega       |     |
| 18         | Centrocampista | Álex Bolaños      |     |
| 11         | Centrocampista | Jonathan González |     |
| 14         | Centrocampista | José Quintero     | 68' |
| 10         | Centrocampista | José Cevallos     | 58' |
| 26         | Delantero      | Jhojan Julio      |     |
| 16         | Delantero      | Hernán Barcos     |     |
| Entrenador | Entrenador     | Pablo Repetto     |     |

| 11 | Delantero      | Francisco García | 62' |
| 18 | Centrocampista | José Pabón       | 86' |

| 4  | Defensa        | Horacio Salaberry   | 38' |
| 31 | Centrocampista | Anderson Julio      | 58' |
| 27 | Delantero      | Jonathan Betancourt | 68' |

| Anotado · Penal | 35' | Diego Armas | 1 - 0 |

| Anotado | 90'   | Hernán Barcos     | 1 - 1 |
| Anotado | 90+3' | Horacio Salaberry | 1 - 2 |

| Amonestado | 72' | Fernando Mora |
| Amonestado | 77' | Iván Zambrano |

| Amonestado | 31' | José Quintero |
| Amonestado | 44' | Edison Vega   |
| Amonestado | 44' | Hernán Barcos |

| Árbitro             | Carlos Orbe      |
| Árbitros asistentes | Flavio Nall      |
| Árbitros asistentes | Guillermo Parra  |
| Cuarto Árbitro      | Édgar Hinostroza |

| 25         | Guardameta     | Walter Chávez      |     |
| 15         | Defensa        | Eder Moscoso       |     |
| 2          | Defensa        | Christian Castro   |     |
| 5          | Defensa        | Jacinto Hernández  |     |
| 31         | Defensa        | Willianson Córdoba |     |
| 3          | Centrocampista | Charles Vélez      |     |
| 16         | Centrocampista | Fernando Mora      |     |
| 8          | Centrocampista | Diego Armas        |     |
| 10         | Centrocampista | Enson Rodríguez    | 86' |
| 7          | Delantero      | Iván Zambrano      |     |
| 9          | Delantero      | Fábio Renato       | 62' |
| Entrenador | Entrenador     | Patricio Hurtado   |     |

| 25         | Guardameta     | Daniel Viteri     |     |
| 2          | Defensa        | Norberto Araujo   |     |
| 22         | Defensa        | Lucas De Lima     | 38' |
| 7          | Defensa        | Aníbal Chalá      |     |
| 6          | Defensa        | Edison Vega       |     |
| 18         | Centrocampista | Álex Bolaños      |     |
| 11         | Centrocampista | Jonathan González |     |
| 14         | Centrocampista | José Quintero     | 68' |
| 10         | Centrocampista | José Cevallos     | 58' |
| 26         | Delantero      | Jhojan Julio      |     |
| 16         | Delantero      | Hernán Barcos     |     |
| Entrenador | Entrenador     | Pablo Repetto     |     |

| 11 | Delantero      | Francisco García | 62' |
| 18 | Centrocampista | José Pabón       | 86' |

| 4  | Defensa        | Horacio Salaberry   | 38' |
| 31 | Centrocampista | Anderson Julio      | 58' |
| 27 | Delantero      | Jonathan Betancourt | 68' |

| Anotado · Penal | 35' | Diego Armas | 1 - 0 |

| Anotado | 90'   | Hernán Barcos     | 1 - 1 |
| Anotado | 90+3' | Horacio Salaberry | 1 - 2 |

| Amonestado | 72' | Fernando Mora |
| Amonestado | 77' | Iván Zambrano |

| Amonestado | 31' | José Quintero |
| Amonestado | 44' | Edison Vega   |
| Amonestado | 44' | Hernán Barcos |

| Árbitro             | Carlos Orbe      |
| Árbitros asistentes | Flavio Nall      |
| Árbitros asistentes | Guillermo Parra  |
| Cuarto Árbitro      | Édgar Hinostroza |

#### Vuelta
| 25         | Guardameta     | Daniel Viteri     | 58' |
| 3          | Defensa        | John Narváez      |     |
| 4          | Defensa        | Horacio Salaberry |     |
| 7          | Defensa        | Aníbal Chalá      |     |
| 11         | Defensa        | Jonathan González |     |
| 8          | Centrocampista | Fernando Hidalgo  |     |
| 6          | Centrocampista | Edison Vega       |     |
| 14         | Centrocampista | José Quintero     | 46' |
| 10         | Centrocampista | José Cevallos     | 76' |
| 26         | Delantero      | Jhojan Julio      |     |
| 16         | Delantero      | Hernán Barcos     |     |
| Entrenador | Entrenador     | Pablo Repetto     |     |

| 25         | Guardameta     | Walter Chávez      |     |
| 15         | Defensa        | Eder Moscoso       |     |
| 2          | Defensa        | Christian Castro   | 54' |
| 5          | Defensa        | Jacinto Hernández  | 46' |
| 31         | Defensa        | Willianson Córdoba |     |
| 3          | Centrocampista | Charles Vélez      |     |
| 16         | Centrocampista | Fernando Mora      |     |
| 8          | Centrocampista | Diego Armas        |     |
| 7          | Centrocampista | Iván Zambrano      | 86' |
| 10         | Delantero      | Enson Rodríguez    |     |
| 9          | Delantero      | Fábio Renato       |     |
| Entrenador | Entrenador     | Patricio Hurtado   |     |

| 31 | Centrocampista | Anderson Julio   | 46' |
| 1  | Guardameta     | Leonel Nazareno  | 58' |
| 20 | Centrocampista | Sherman Cárdenas | 76' |

| 51 | Centrocampista | Jorge Tello       | 46' |
| 24 | Defensa        | Jonathan Carabalí | 54' |
| 17 | Centrocampista | Álex Braulio      | 86' |

| Anotado | 14' | José Cevallos | 1 - 0 |
| Anotado | 18' | Hernán Barcos | 2 - 0 |
| Anotado | 52' | José Cevallos | 3 - 0 |

| Anotado | 61' | Fábio Renato | 3 - 1 |
| Anotado | 70' | Fábio Renato | 3 - 2 |
| Anotado | 76' | Fábio Renato | 3 - 3 |

| Amonestado | 20' | Diego Armas     |
| Amonestado | 83' | Enson Rodríguez |

| Árbitro             | Luis Quiroz    |
| Árbitros asistentes | Edwin Bravo    |
| Árbitros asistentes | William Lozano |
| Cuarto Árbitro      | José Zambrano  |

| 25         | Guardameta     | Daniel Viteri     | 58' |
| 3          | Defensa        | John Narváez      |     |
| 4          | Defensa        | Horacio Salaberry |     |
| 7          | Defensa        | Aníbal Chalá      |     |
| 11         | Defensa        | Jonathan González |     |
| 8          | Centrocampista | Fernando Hidalgo  |     |
| 6          | Centrocampista | Edison Vega       |     |
| 14         | Centrocampista | José Quintero     | 46' |
| 10         | Centrocampista | José Cevallos     | 76' |
| 26         | Delantero      | Jhojan Julio      |     |
| 16         | Delantero      | Hernán Barcos     |     |
| Entrenador | Entrenador     | Pablo Repetto     |     |

| 25         | Guardameta     | Walter Chávez      |     |
| 15         | Defensa        | Eder Moscoso       |     |
| 2          | Defensa        | Christian Castro   | 54' |
| 5          | Defensa        | Jacinto Hernández  | 46' |
| 31         | Defensa        | Willianson Córdoba |     |
| 3          | Centrocampista | Charles Vélez      |     |
| 16         | Centrocampista | Fernando Mora      |     |
| 8          | Centrocampista | Diego Armas        |     |
| 7          | Centrocampista | Iván Zambrano      | 86' |
| 10         | Delantero      | Enson Rodríguez    |     |
| 9          | Delantero      | Fábio Renato       |     |
| Entrenador | Entrenador     | Patricio Hurtado   |     |

| 31 | Centrocampista | Anderson Julio   | 46' |
| 1  | Guardameta     | Leonel Nazareno  | 58' |
| 20 | Centrocampista | Sherman Cárdenas | 76' |

| 51 | Centrocampista | Jorge Tello       | 46' |
| 24 | Defensa        | Jonathan Carabalí | 54' |
| 17 | Centrocampista | Álex Braulio      | 86' |

| Anotado | 14' | José Cevallos | 1 - 0 |
| Anotado | 18' | Hernán Barcos | 2 - 0 |
| Anotado | 52' | José Cevallos | 3 - 0 |

| Anotado | 61' | Fábio Renato | 3 - 1 |
| Anotado | 70' | Fábio Renato | 3 - 2 |
| Anotado | 76' | Fábio Renato | 3 - 3 |

| Amonestado | 20' | Diego Armas     |
| Amonestado | 83' | Enson Rodríguez |

| Árbitro             | Luis Quiroz    |
| Árbitros asistentes | Edwin Bravo    |
| Árbitros asistentes | William Lozano |
| Cuarto Árbitro      | José Zambrano  |

|                                                                               |
|                                                                               |
| Liga Deportiva Universitaria Clasificado a Copa Sudamericana 2018 (Ecuador 4) |